# Cisownik Drugi
Cisownik Drugi – skała na wzgórzu Cisownik na Wyżynie Częstochowskiej wchodzącej w skład Wyżyny Krakowsko-Częstochowskiej. Znajduje się w obrębie wsi Ryczów w województwie śląskim, w powiecie zawierciańskim, w gminie Ogrodzieniec.
Wzgórze Cisownik wznosi się w porośniętej lasem północno-zachodniej części wsi Ryczów, w pobliżu granicy ze wsią Żelazko. Pod jego szczytem jest łąka z wapiennymi skałami, którym wspinacze skalni nadali nazwy Mały Mur, Cisownik Pierwszy, Cisownik Drugi i Wuj. Należą do tzw. Ryczowskiego Mikroregionu Skałkowego. Do skał można dojść leśną drogą od Wielkiego Grochowca. Cisownik Drugi to skała znajdująca się na przedłużeniu Małego Muru, za Cisownikiem Pierwszym. Jest na niej jedna droga wspinaczkowa o trudności VI- w skali Kurtyki oraz dwa projekty. Droga ma zamontowane stałe punkty asekuracyjne: ringi (r) i stanowisko zjazdowe (st):
1. Projekt; 10 m
2. Projekt; 10 m
3. Wypas kulturowy; 3r + st, VI-, 10 m[1].

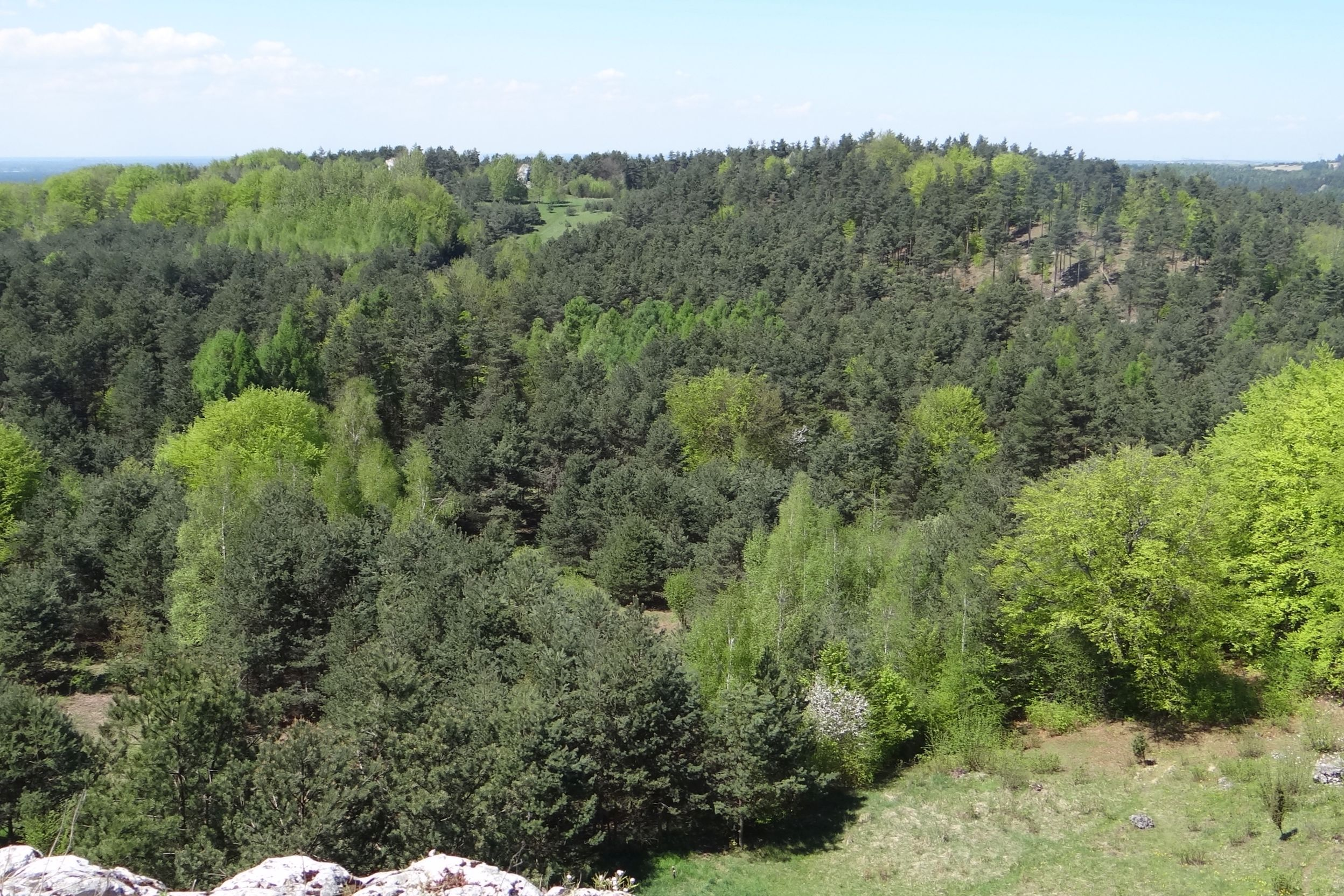
Wzgórze Cisownik ze skałami
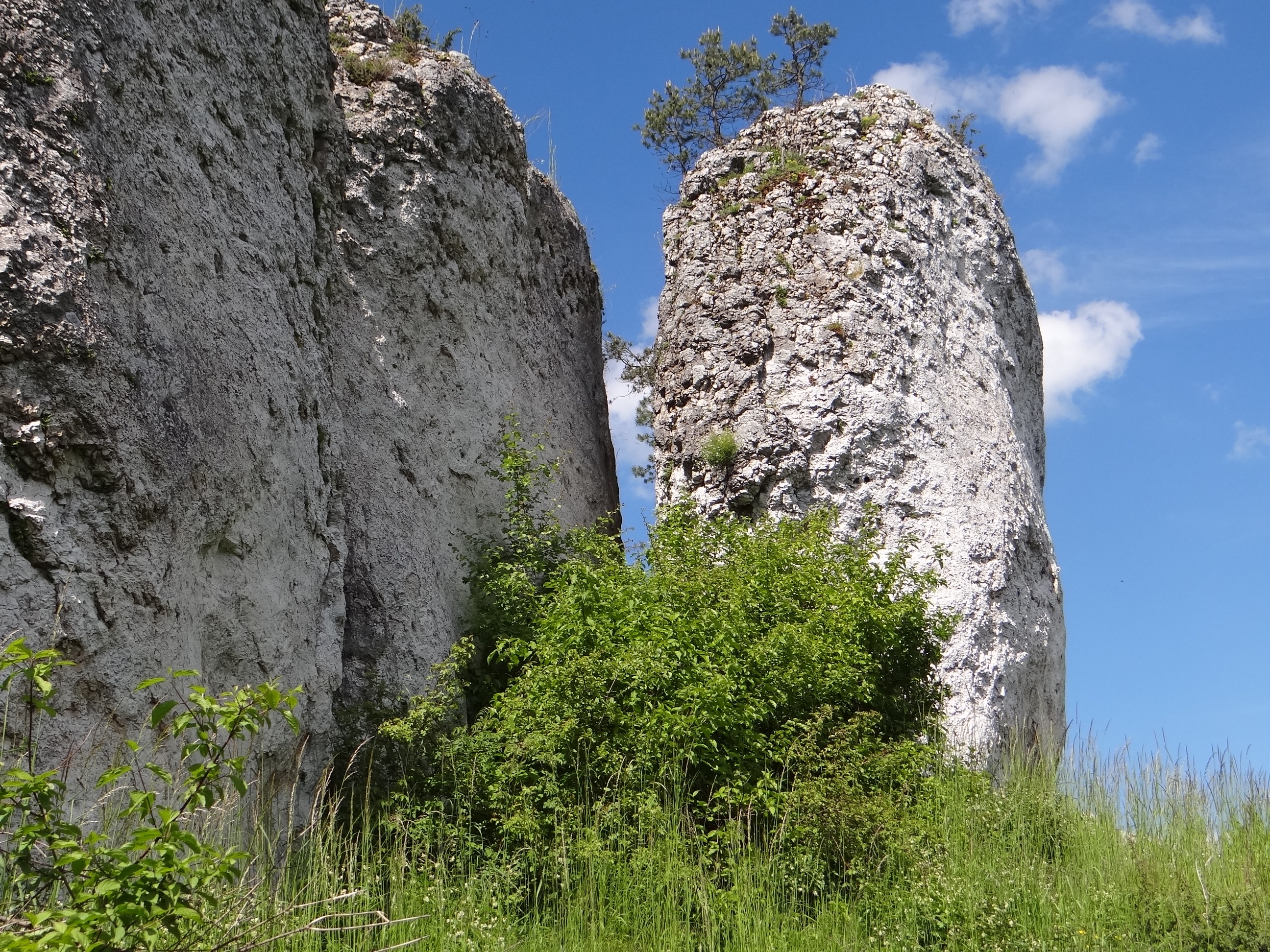
Mały Mur i Cisowniki
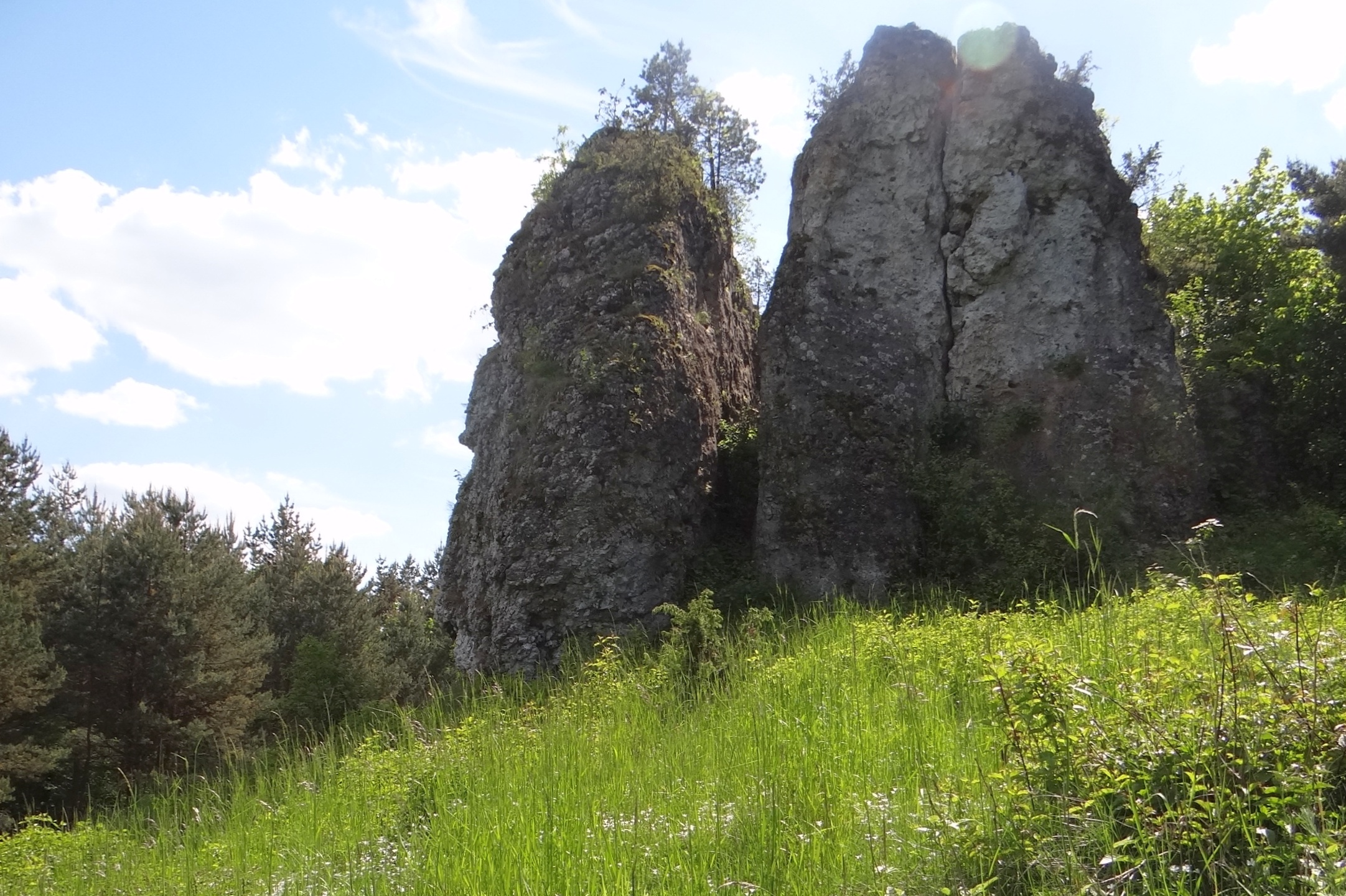
Cisownik I i II